# 法拉

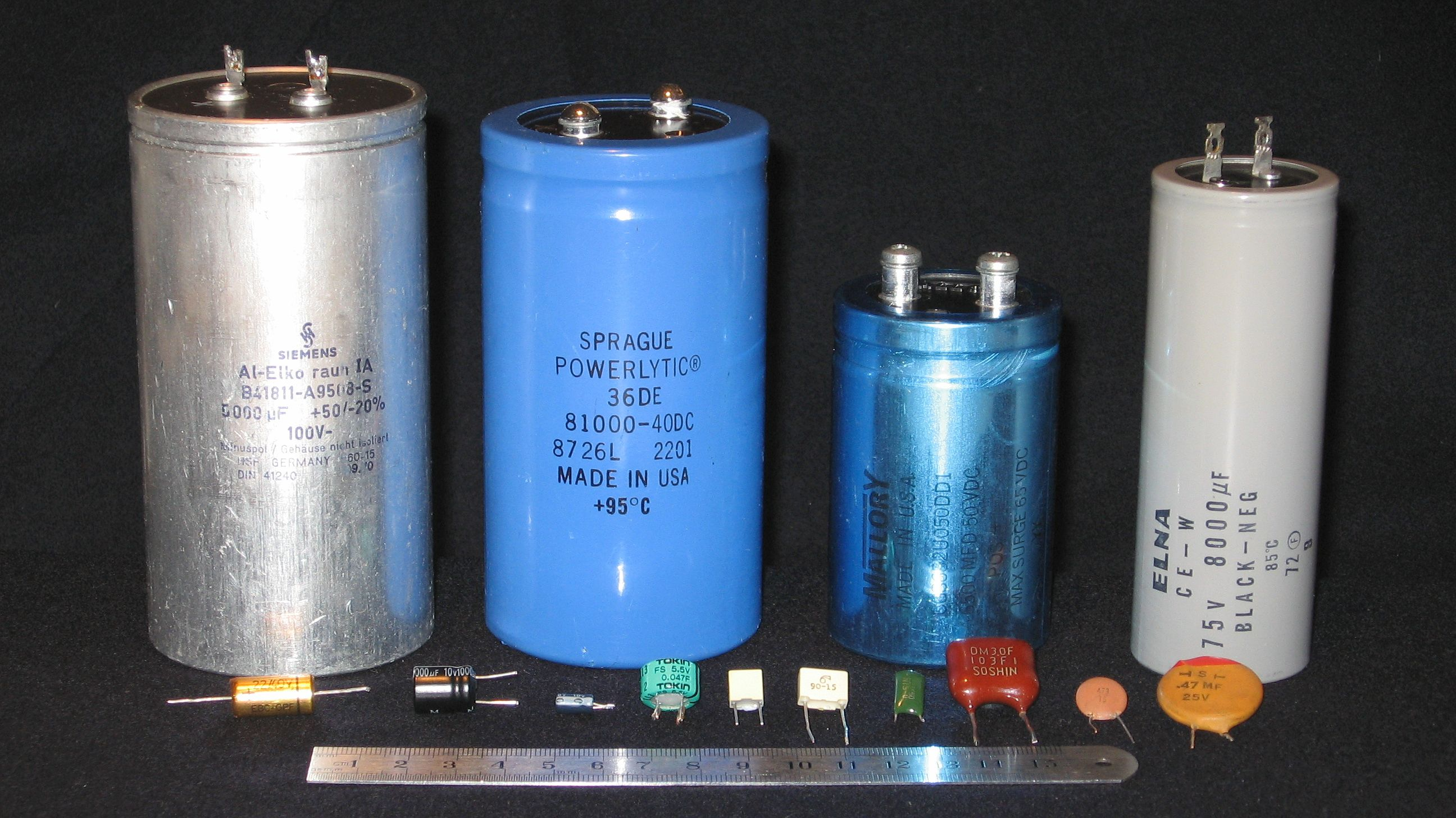
各式電容

法拉（英語：farad）是电容的国际单位，简称法，单位符号为F。是一种国际单位制导出单位，是以发现电磁感应现象的英国物理学家迈克尔·法拉第（Michael Faraday）的名字而命名的。
由{\displaystyle {\mbox{F}}={\dfrac {\mbox{C}}{\mbox{V}}}}可知，1法拉的电容上，如果带有一伏特的電壓差，會產生一庫侖的電量。法拉单位较大，常用是微法（μF）、皮法（pF）等。

## 历史
| 国际单位制电学單位 | 国际单位制电学單位 | 国际单位制电学單位     | 国际单位制电学單位 |
| 基本單位           | 基本單位           | 基本單位               | 基本單位           |
| 單位               | 符號               | 物理量                 | 註                 |
| ------------------ | ------------------ | ---------------------- | ------------------ |
| 安培               | A                  | 電流                   |                    |
| 導出單位           |                    |                        |                    |
| 單位               | 符號               | 物理量                 | 註                 |
| 伏特               | V                  | 電勢，電勢差，電動勢   | = W/A              |
| 歐姆               | Ω                  | 電阻，電抗，阻抗       | = V/A              |
| 法拉               | F                  | 電容                   |                    |
| 亨利               | H                  | 電感                   |                    |
| 西門子             | S                  | 電導，導納，磁化率     | = Ω−1              |
| 庫侖               | C                  | 電荷量                 | = A⋅s              |
| 歐姆⋅米            | Ω⋅m                | 電阻率                 | ρ                  |
| 西門子/每米        | S/m                | 電導率                 |                    |
| 法拉/每米          | F/m                | 電容率；介電常數       | ε                  |
| 反法拉             | F −1               | 電彈性                 | = F −1             |
| 伏安               | VA                 | 交流電功率，視在功率   |                    |
| 無功伏安           | var                | 無功功率，虛功         |                    |
| 瓦特               | W                  | 电功率，有功功率，實功 | = J/s              |
| 千瓦⋅时            | kW⋅h               | 电能                   | = 3.6 MJ           |

早期电磁学中的单位和单位制非常混乱。1861年，英国的布莱特（C. Bright）和克拉克（L. Clark）在《论电量和电阻标准的形成》一文中倡议建立一种统一的实用单位，得到了汤姆生的支持。同年，英国科学促进会成立了以汤姆生为首的六人电标准委员会，引入电阻单位欧姆、电势单位伏特。1881年，巴黎第一届国际电学家大会增加了电流单位安培，同时引入了电量的实用单位库仑和电容的实用单位法拉。
实用单位制是电磁量中的第三套单位制，附属于厘米-克-秒制，仍是“绝对”定义。为了更方便检测，在1893年芝加哥第四届国际电学家大会上对实用单位规定了实物基准，并冠以“国际”词头。如国际欧姆、国际安培作为基础单位，国际伏特、国际库伦、国际法拉作为导出单位，从此被普遍使用。

## CGS制下的對應單位
絕對法拉（abfarad，縮寫abF）是厘米-克-秒制（CGS制）的電磁單位制下的電容單位，等於109法拉（1 gigafarad, GF），此單位很大，只在醫療術語中會出現。
靜法拉縮寫statF，是厘米-克-秒制的靜電單位制下的電容單位，是1靜庫侖的電荷在電位差為1靜伏特下的電容，相當於1/(10−5c2)法拉，也就是1.1126 picofarads。1 静法拉的电容是半径一厘米的球壳在真空介质下相对无穷远处形成的电容。

## 单位换算
{\displaystyle {\mbox{F}}=\,\mathrm {{\frac {A\cdot s}{V}}={\dfrac {\mbox{J}}{{\mbox{V}}^{2}}}={\dfrac {{\mbox{W}}\cdot {\mbox{s}}}{{\mbox{V}}^{2}}}={\dfrac {\mbox{C}}{\mbox{V}}}={\dfrac {{\mbox{C}}^{2}}{\mbox{J}}}={\dfrac {{\mbox{C}}^{2}}{{\mbox{N}}\cdot {\mbox{m}}}}={\dfrac {{\mbox{s}}^{2}\cdot {\mbox{C}}^{2}}{{\mbox{m}}^{2}\cdot {\mbox{kg}}}}={\dfrac {{\mbox{s}}^{4}\cdot {\mbox{A}}^{2}}{{\mbox{m}}^{2}\cdot {\mbox{kg}}}}={\dfrac {\mbox{s}}{\Omega }}} ={\dfrac {{\mbox{s}}^{2}}{\mbox{H}}}}
其中，F-法拉，A-安培，V-伏特，C-库伦，J-焦耳，m-米，N-牛顿，s-秒，W-瓦特，kg-千克， Ω-欧姆，H-亨利。
电容不同单位之间的换算：
Farads法拉/法
Millifarads 毫法拉
Microfarads 微法
Nanofarads 奈法
picofarad 微微法或皮法

1F=10^3mF=10^6uF=10^9nF=10^12pF

### 脚注
1. ↑  中华人民共和国国务院.  . 维基文库. 1984-02-27.
2. ↑  H. G. Jerrard; Donald Burgess McNeill; 赵民初; 何明高. . 科学出版社. 1983: 82 （中文（简体））.
3. ↑  张秀田. . 石油工业出版社. 1984: 70.
4. ↑  韩瑞功 2004，第6頁
5. ↑  Latimer Clark; Sir Charles Bright. . . the Thirty-first Meeting of the British Association for the Advancement of Science: 37–38. 1861. （原始内容存档于2021-03-13） 使用|archiveurl=需要含有|url= (帮助) （英语）.
6. ↑  郭奕玲 1993，第456-457頁
7. ↑  Tunbridge, Paul. . London: Peregrinus. 1992: 26, 39–40  [2015-05-05]. ISBN 9780863412370. （原始内容存档于2018-12-26）.
8. ↑  郭奕玲 1993，第457-458頁
9. ↑  黃色的圍牆. . . Hyweb Technology Co. Ltd. 2012.
10. ↑  鲁绍曾 1995，第801頁
11. ↑  . www.elecfans.com.   [2018-10-21]. （原始内容存档于2021-03-13）.

### 书籍
- 鲁绍曾, , 中国计量出版社: 801, 1995, ISBN 7-5026-0745-5
- 郭奕玲, , 清华大学出版社, 1993, ISBN 7302011877
- 韩瑞功, , 清华大学出版社, 2004, ISBN 7810822233